# Vachel Lindsay
Nicholas Vachel Lindsay (Springfield, 1879 – 1931) è stato un poeta statunitense.

## Biografia
Terminati gli studi superiori, frequentò l'Istituto d'Arte di Chicago e la Scuola d'Arte di New York.
Pittore fallito, nel 1906 si diede a vagabondare per il Sud del Paese declamando versi per guadagnarsi da vivere. Tali versi sarebbero poi stati raccolti in Rime in cambio di pane (1912). Nel 1913 pubblicò Il generale William Booth entra in paradiso, seguito dall'esotico Il Congo (1914).
Negli anni 1920 avviò una buona carriera di saggista, ma il progressivo esaurimento di idee lo portò a togliersi la vita.